# Azték földirigó
Az azték földirigó (Ridgwayia pinicola)  a madarak osztályának verébalakúak (Passeriformes) rendjébe és a rigófélék (Turdidae) családjába tartozó Ridgwayia nem egyetlen faja.

## Rendszerezése
A fajt Philip Lutley Sclater angol ügyvéd és zoológus írta le 1859-ben, a Turdus nembe Turdus pinicola néven. Innen átkerült a Zoothera nembe, Zoothera pinicola néven, egyes rendszerezők, még mindig ezt a besorolást használják.

## Alfajai
- Ridgwayia pinicola maternalis (A. R. Phillips, 1991)
- Ridgwayia pinicola pinicola (P. L. Sclater, 1859)[2]

## Előfordulása
Mexikó területén honos, kóborlásai során eljut az Amerikai Egyesült Államokba is. Természetes élőhelye szubtrópusi és trópusi hegyi esőerdők. Állandó, nem vonuló faj.

## Megjelenése
Testhossza 24 centiméter, testtömege 67-88 gramm.

## Életmódja
Főleg gerinctelenekkel táplálkozik, de fogyaszt bogyókat és gyümölcsöket is.

## Természetvédelmi helyzete
Az elterjedési területe nagyon nagy, egyedszáma ugyan csökken, de még nem éri el a kritikus szintet. A Természetvédelmi Világszövetség Vörös listáján nem fenyegetett fajként szerepel.